# 김솔희
김솔희(金率熙, 1984년 7월 17일 ~ )은 대한민국의 아나운서이다

## 학력
- 명덕외국어고등학교 졸업(중국어과) (2003년 졸업)
- 연세대학교 중어중문학과 학사 (2004학번)

## 경력
- 1995년 : KBS 15기 어린이 합창단 단원
- 2009년 ~ 2010년 : KBS춘천방송총국 아나운서 지역근무
- 2009년 ~  현재 : KBS 35기 공채 아나운서
- 2014년 : 인터넷피해구제 홍보대사
- 2015년 : 대한민국 소상공인·전통시장 홍보대사

## 방송 진행

### TV
| 연도        | 방송사 | 제목                             | 담당          | 진행기간                           | 비고 |
| ----------- | ------ | -------------------------------- | ------------- | ---------------------------------- | --- |
| 2010        | KBS1   | 체험 삶의 현장                   | MC            |                                    | |
| 2010        | KBS2   | 다큐멘터리 3일                   | 출연          | 2010년 9월 5일                     | 164회 《세상을 여는 목소리 - KBS 아나운서》 |
| 2010        | KBS2   | KBS 아침뉴스타임                 | 임시앵커      |                                    | |
| 2010 ~ 2014 | KBS1   | KBS 뉴스 12                      | 앵커          | 2010년 12월 20일~2014년 2월 28일   | [ 1 ] |
| 2011 ~ 2014 | KBS1   | 독립영화관                       | MC            | 2011년 1월 7일 ~ 2014년 4월 20일   | |
| 2011 ~ 2013 | KBS2   | 굿모닝 대한민국                  | MC            | 2011년 11월 7일 ~ 2013년 4월 5일   | |
| 2013        | KBS2   | 생생정보통                       | 임시진행      | 9월 24일 ~ 10월 4일,11월 25일      | 생생정보통 임시여자MC 당시 |
| 2013        | KBS1   | 글로벌 성공시대                  | MC            | 2013년 4월 13일 ~ 2013년 10월 19일 | |
| 2013 ~ 2016 | KBS1   | TV 책                            | MC            |                                    | |
| 2014 ~ 2017 | KBS1   | 6시 내고향                       | MC            | 2014년 4월 7일~2017년 8월 31일     | 5499회 |
| 2018        | KBS1   | 6시 내고향                       | MC            | 2018년 1월 24일~2018년 4월 13일    | 6353회~ 6506회 |
| 2017        | KBS1   | 6시 내고향                       | 내레이션      | 2017년 8월 21일                    | 6346회 [연속 기획] 착한 달걀 - 흙 목욕이 답이다 (경기 파주시) |
| 2016 ~ 2017 | KBS1   | 나눔경영쇼 사장님이 美쳤어요     | MC            |                                    | |
| 2018        | KBS1   | KBS 뉴스 9                       | 앵커          | 2018년 4월 16일 ~ 2018년 12월 31일 | 평일 |
| 2023        | KBS1   | KBS 뉴스 9                       | 진행취소      | 2023년 5월 6일                     | 주말 여자앵커 진행취소 |
| 2024        | KBS1   | KBS 뉴스 9                       | 진행취소      | 2024년 5월 25일                    | 주말 여자앵커 연속 진행취소 |
| 2019 ~ 2021 | KBS1   | KBS 뉴스 7                       | 첫진행        | 2019년 1월 1일 ~ 2021년 6월 11일   | 2019년 신년특집 |
| 2023 ~ 2024 | KBS1   | KBS 뉴스 7                       | 재진행        | 2023년 9월 4일 ~ 2024년 5월 17일   | 시청자주간 및 방송의날 특집 2번 재진행 여자앵커시 아쉽게 이름 부르지 못함 |
| 2020 ~ 2021 | KBS1   | 생로병사의 비밀                  | MC            | 2020년 7월 1일 ~ 2021년 6월 16일   | 740회《암 보다 앎》 ~ 780회《점일까? 암일까? 피부암의 역습》 |
| 2021        | KBS1   | 생로병사의 비밀                  | 임시진행      | 9월 8일                            | 790회 《단순당 중독에서 탈출하라》 |
| 2021 ~ 2022 | KBS1   | 질문하는 기자들 Q                | MC            | 2021년 4월 18일 ~ 2022년 3월 6일   | 1회(첫회) 《폐지냐 유지냐...출입기자단》 ~ 39회(마지막회) 비하인드 더 스토리 |
| 2020~2021   | KBS1   | KBS 1TV 일일 드라마누가 뭐래도   | 고지자        | 2020년 10월 12일~2021년 3월 26일   | 120부작, 방송순서고지 (밤 8시 25분 멘트) |
| 2021        | KBS1   | KBS 1TV 일일 드라마 속아도 꿈결  | 고지자        | 2021년 3월 29일 ~ 2021년 10월 1일  | 120부작, 방송순서고지 (밤 8시 25분 멘트) |
| 2021        | KBS1   | 아침마당                         | 임시진행      | 2021년 2월 17일 ~ 2021년 2월 19일  | 8822회~8824회 |
| 2021 ~ 2023 | KBS1   | 아침마당                         | 진행          | 2021년 6월 21일 ~ 2023년 4월 28일  | 여자 6번째 MC 및 최후의 마지막 여자MC 및 첫 여자mc 진행시 아쉽게 이름 부르지 못함 8909회 [월요토크쇼 명불허전] 《대한민국의 부케 전성시대》 ~9381회 [금요생생토크 만약 나라면] 《요즘 세상에 애를 어떻게 알까요?》 |
| 2021 ~ 2023 | KBS1   | 아침마당                         | 안내자        | 2021년 6월 21일 ~ 2023년 4월 28일  | 상품소개 |
| 2023        | KBS1   | 우리말 겨루기                    | 진행취소      | 5월 1일                            | 956회 새 여자MC 진행취소 |
| 2023        | KBS1   | 우리말 겨루기                    | 임시 진행취소 | 6월 12일                           | 962회 임시여자MC 진행취소 |
| 2023        | KBS1   | 우리말 겨루기                    | 임시 진행취소 | 8월 7일                            | 968회 임시여자MC 진행취소 |
| 2023        | KBS2   | 2TV 생생정보                     | 임시 진행취소 | 8월 7일 ~ 8월 16일                 | 임시 여자MC 취소 1864회 ~ 1869회 |
| 2024        | KBS2   | 2TV 생생정보                     | 임시진행취소  | 2024년 10월 21일, 23일 ~ 24일      | 2149회, 2151회 ~ 2152회 임시진행취소 |
| 2023        | KBS2   | 2TV 생생정보                     | 진행취소      | 9월 4일                            | 1883회 새 여자MC 및 김씨 최초로 진행취소 |
| 2023        | KBS1   | 열린음악회                       | 임시진행      | 6월 25일                           | 1436회 강원특별자치도 출범 특집 |
| 2023        | KBS1   | [특별생방송] 여기는 새만금입니다 | 특별진행      | 7월 3일                            | 세계스카우트잼버리 특집 |
| 2023        | KBS2   | 영화가 좋다                      | 임시 진행취소 | 2023년 12월 23일                   | 883회 임시진행취소 |
| 2024        | KBS1   | 남북의 창                        | 진행취소      | 2024년 5월 12일                    | [ 21 ] |
| 2023        | KBS1   | 인간극장                         | 임시 내레이션 | 8월 28일 ~ 9월 1일                 | <한글이네 복숭아밭> 1부 ~ 5부(5부작) |
| 2023        | KBS1   | 인간극장                         | 임시 내레이션 | 9월 4일 ~ 9월 8일                  | <어떤 고부 순이와 양님> 1부 ~ 5부(5부작) |
| 2023        | KBS1   | 인간극장                         | 임시 내레이션 | 12월 18일 ~ 12월 22일              | <나의 사랑 나의 해녀> 1부 ~ 5부(5부작) |
| 2024 ~      | KBS1   | 인간극장                         | 내레이션      | 2월 5일 ~ 2월 16일                 | <엄마랑 지구 끝까지> 1부 ~ 5부(5부작) - |
| 2024        | KBS1   | 시사기획 창                      | MC            | 1월 16일 ~ 현재                    | |
| 2024        | KBS1   | KBS 뉴스특보                     | 특별앵커      | 5월 15일                           | 오후 5시 57분 ~ 6시 10분 특보 |
| 2024        | KBS1   | KBS 뉴스광장                     | 임시진행      | 2024년 7월 23일 ~ 8월 2일          | 평일 임시진행 |
| 2024        | KBS1   | KBS 뉴스 5                       | 진행취소      | 2024년 5월 20일                    | 새 여자앵커 진행취소 |
| 2024        | KBS1   | KBS 뉴스 5                       | 임시진행취소  | 2024년 10월 21일 2024년 12월 18일  | 임시진행취소 |
| 2025        | KBS1   | 제65주년 4.19혁명 기념식         | 특별진행      | 2025년 4월 19일                    | [ 30 ] |

### 라디오
- KBS 1FM : 2012년 《새아침의 클래식》
- KBS 쿨FM : 2015년, 2016년 《FM대행진》

## 같이 보기
- 박정숙
- 정용실
- 임성민(20기)
- 유지원(34기)
- 이현주(35기)
- 정지원(38기)